# Kalanchoe poincarei
Kalanchoe poincarei är en fetbladsväxtart som beskrevs av R.-hamet och Perrier. Kalanchoe poincarei ingår i släktet Kalanchoe och familjen fetbladsväxter. Inga underarter finns listade i Catalogue of Life.